# Chiesa di San Nicolò (Genova)
La chiesetta di San Nicolò è un luogo di culto cattolico situato nel quartiere di Sant'Ilario nel comune di Genova, nella città metropolitana di Genova.

## Storia e descrizione

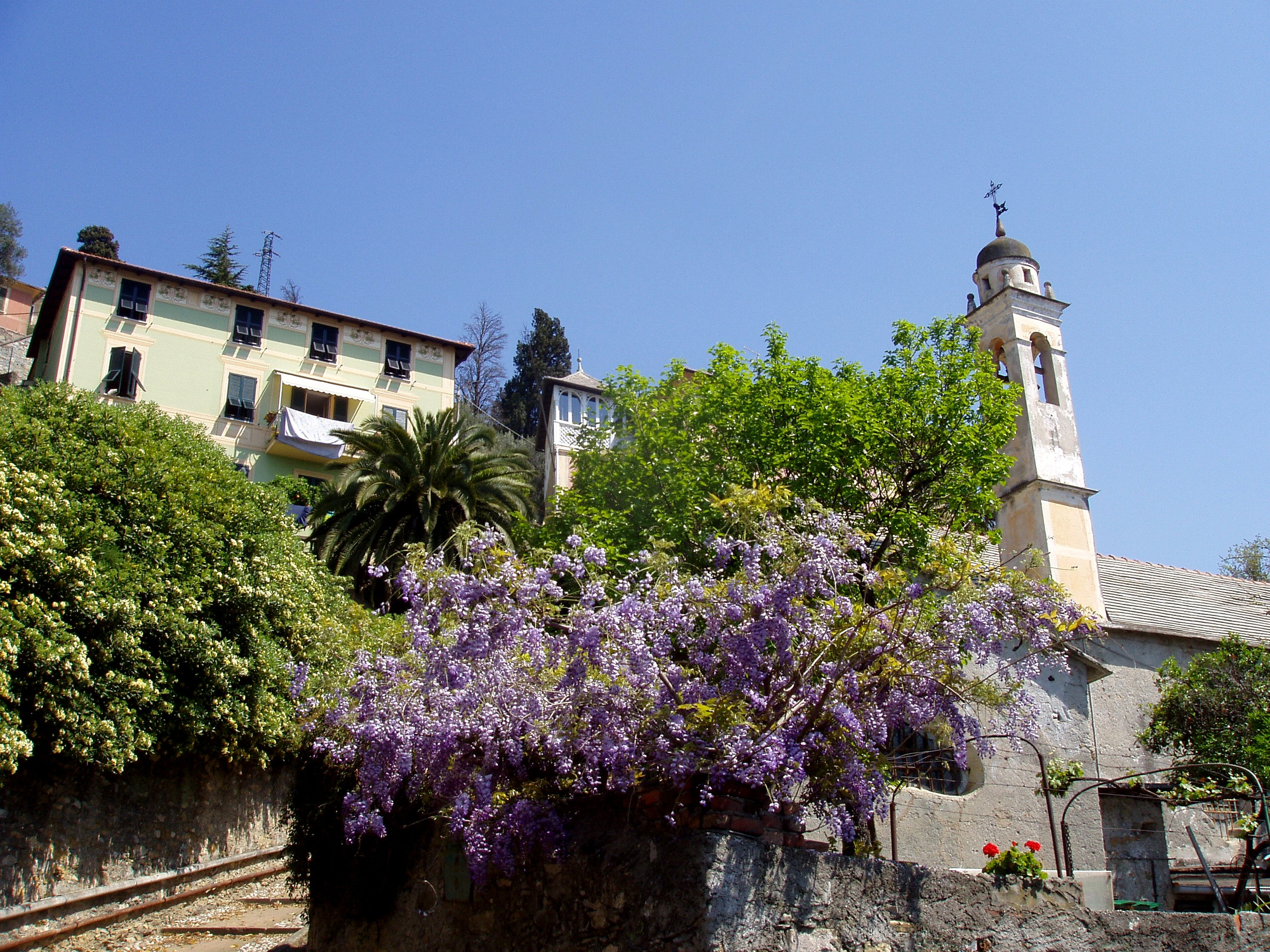
Il campanile

Chiesetta molto semplice che sorge più in basso rispetto alla chiesa parrocchiale di Sant'Ilario. Non se ne conosce esattamente l'anno di fondazione, ma si sa essere più antica rispetto alla parrocchiale.
Nel 1582 aveva un altro santo titolare perché monsignor Francesco Bossi trovò a Sant'Ilario due "casacce" (Santa Crucis e Santa Mariae) che non portano il nome di san Nicola.
Nel 1700 aveva un proprio cappellano; è menzionata in un libro del 1773 dove si ricorda che il campanile fu ricostruito nel 1771. Nel 1800 vi si celebrava solo l'ultima domenica del mese.
Il santo si festeggia il 6 dicembre.